# Krafft von Festenberg

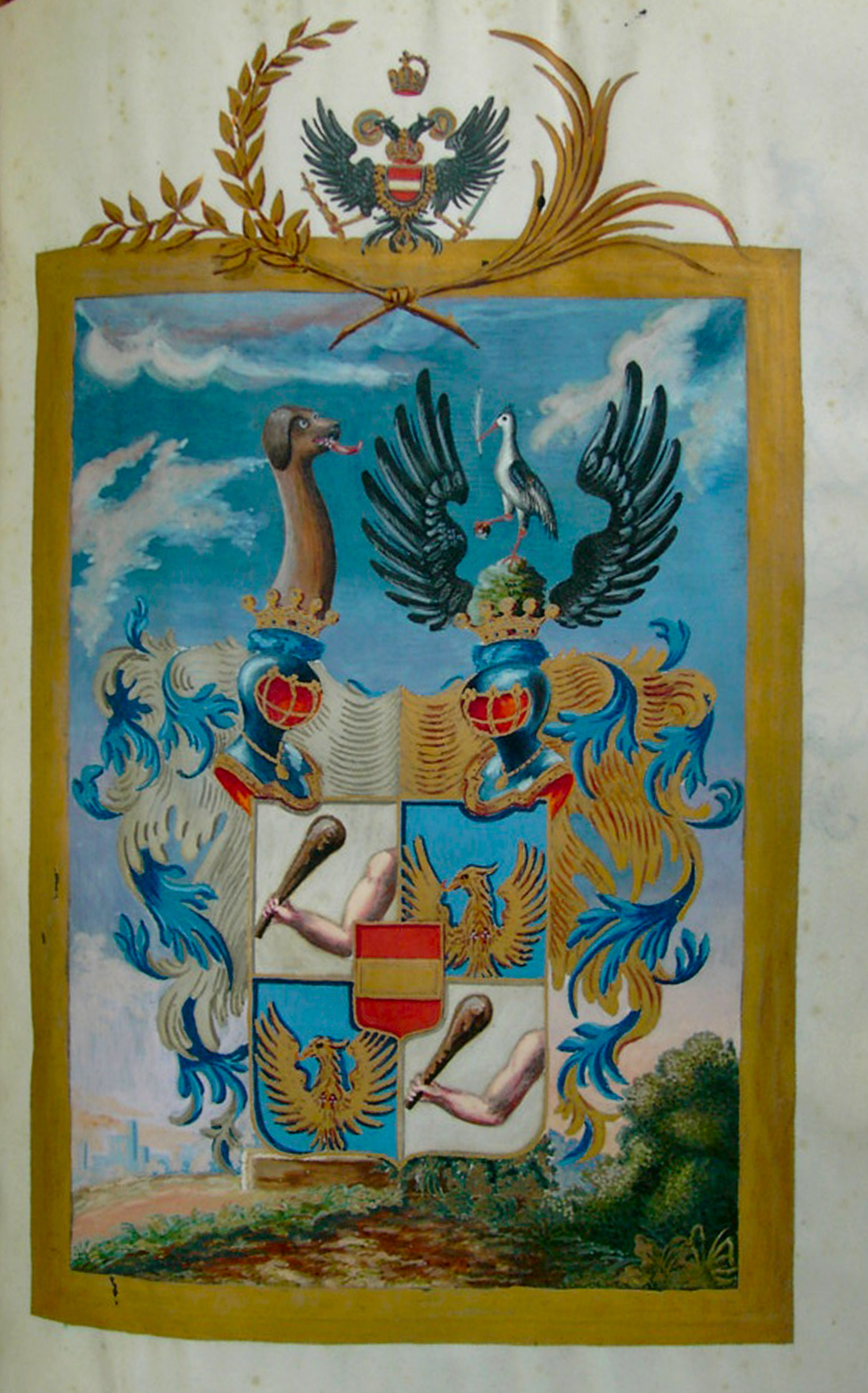
Wappenseite aus dem Reichsfreiherrenstandsdiplom für Carl Anton von Krafft, 1805

Das Geschlecht der Krafft von Festenberg auf Frohnberg leitet seinen Ursprung von dem Geschlecht der Krafft ab, das zu den angesehensten Familien der Reichsstadt Ulm gehörte. Es knüpfte später seine Abstammung an das erloschene Adelsgeschlecht derer von Vestenberg an.

## Geschichte
Kaiser Karl V. bestätigte den Krafft von Festenberg nebst anderen Ulmer Geschlechtern am 29. Oktober 1552 zu Diedenhofen ihren Adel. Im Reichsfreiherrenstandsdiplom für Carl Anton von Krafft, datiert 21. August 1805, wird ausdrücklich bestätigt, dass schon im 13. Jahrhundert deren Stammvater Dominus Krafft (Anno 1271 Magister civium zu Ulm, 1286 Kanzler und Stadtschreiber) in Diensten Rudolfs I. von Habsburg gestanden habe. Weiters wird darin angeführt, dass Hanns Krafft († 19. August 1564), Herr der Herrschaft Festenberg (mhd. auch Vestenberg) im Nordgau und Landrichter des Pfalzgrafen Philipp Ludwig zu Burglengenfeld in der Oberpfalz gewesen sei und auch dessen Vater und Großvater im Dienste des österreichischen Erzhauses gestanden haben. In einer Beschreibung der im Herzogtum Pfalz-Neuburg gelegenen Klöster, Herrschaften etc. (Freiherr von Reisach, Regensburg 1780) war die Herrschaft Fro(h)nberg, Pfarrei Schwandorf, Amtsgerichtsbezirk Burglengenfeld im Jahre 1552 im Besitze des Hanns Krafft von Festenberg zu Frohnberg. Dieser ist „Kammerrat“ und 1559 „Landschaftscommissarius“. Anno 1562 unterzeichnet derselbe den Landtagsabschied zwischen Herzog Wolfgang und den Ständen von Neuburg a.d.Donau. Es ist erwähnt, dass derselbe ständischerseits den 4 Landtagen von 1559, 1562, 1565 und 1567 „angewohnt“ hat.

## Namensträger
Von dessen Nachfahren sind Johann Jacob Krafft von Festenberg auf Frohnberg aus Höchstädt an der Donau, Stadtschreiber in Ehingen (Donau) († 6. März 1704) und Christophorus Anton Krafft von Festenberg auf Frohnberg (* 4. November 1693 zu Ehingen (Donau), † 5. August 1765 ebenda) sowie deren Nachfahren, die Brüder Johann Nepomuk von Krafft (* 1737, † 1805), Oberamtmann zu Wiblingen, Geheimer Rat und Burggraf von Augsburg und Carl Anton von Krafft (* 1743, † 1830), Oberamtmann und Landrichter der Grafschaft Nellenburg, beide genannt von Festenberg auf Frohnberg, zu erwähnen. Letzterer wurde 1805 in den Reichsfreiherrenstand erhoben. Richard Freiherr Krafft von Festenberg, genannt von Ebing, (* 1840, † 1902) war ein deutsch-österreichischer Psychiater und Neurologe sowie Rechtsmediziner, dessen Buch Psychopathia Sexualis wurde später ein vielfach aufgelegtes Standardwerk. Dessen Enkelin Marion von Krafft-Ebing (* 1911, † 2002) wirkte als bedeutende Schriftstellerin.

## Wappen
Das Wappen (von 1770) ist von silber und blau geviert. In Feld 1 und 4 ein einwärts gebogener nackter Arm mit Holzkeule, angelehnt an den Schildesrand. In Feld 2 und 3 ein goldener Adler, aus dem unteren Schildesrand wachsend. Auf dem gekrönten Helm, zur linken Seite mit rechts blau-silbernen und links blau-goldenen Decken, auf grünem Dreiberg stehend ein silberner Kranich mit silbernen Stein in dem aufgehobenen rechten Fange und silberner Schreibfeder im Schnabel, auf der rechten Seite hingegen ein Brackenkopf mit ausgeschlagener roten Zunge.